# Mamou (plaats)
Mamou is een stad in Guinee en is de hoofdplaats van de gelijknamige regio Mamou.
Mamou telde in 1996 bij de volkstelling 49.479 inwoners.